# NGC 6106
NGC 6106 is een spiraalvormig sterrenstelsel in het sterrenbeeld Hercules. Het hemelobject werd op 13 april 1784 ontdekt door de Britse astronoom William Herschel.

## Synoniemen
- UGC 10328
- MCG 1-41-16
- ZWG 52.1
- IRAS16163+0731
- PGC 57799